# Faculté de droit et science politique de Montpellier
La faculté de droit et science politique de Montpellier est une unité de formation et de recherche composante de l'université de Montpellier, pour la formation, les enseignements et la recherche en lien avec le droit et la science politique.
La faculté de droit et science politique est située en centre-ville de Montpellier, sur trois bâtiments proches les uns des autres : bâtiment 1, rue de l'Université ; bâtiment 2, rue du Cardinal de Cabrières ; bâtiment 3, rue de l'Arc-des-Mourgues.

## Historique de la faculté de droit de Montpellier

### Des origines auXIXesiècle
Les origines de la faculté de droit de Montpellier remontent au XIIe siècle, époque où l'italien Placentin, juriste venu de Bologne, enseignait le droit à Montpellier. Aujourd'hui encore le hall du bâtiment 1 de la Faculté de droit rappelle son nom dans une devise : « Aula Placentina ».
En 1242, l’évêque de Maguelone, chancelier des écoles, confère à l’école des arts libéraux ses premiers statuts. L'école de droit est créée officiellement en 1249, par une bulle pontificale créant « l'École de droit et des arts », puis elle est intégrée à l'université de Montpellier par la bulle papale « Quia Sapientia » de 1289 qui octroie les premiers statuts de l'université de Montpellier regroupant le droit, la médecine, les lettres et la théologie. Le cardinal Bertrand de Deaux donna à la faculté de droit ses statuts en 1339. L'école de théologie resta indépendante jusqu'à une bulle pontificale de Martin V du 17 décembre 1421 qui la rattacha à l'école de droit.
L'école de droit de Montpellier se trouvait primitivement sur le puech de Sainte-Aularie, à côté du couvent de la Merci, une rue baptisée rue de l'École de droit indique approximativement son emplacement d'origine. La rue de la Tour Sainte-Eulalie rappelle également le bâtiment dans lequel était enseigné le droit. L'arrivée des protestants à la tête de la ville en 1562 s'accompagne de la destruction complète de la tour Sainte-Eulalie. L'école de droit fut rétablie peu après et logée à la Chapelle-Neuve dans le Collège Duvergier (actuelle rue des écoles laïques) où elle resta jusqu'à la Révolution qui décida sa suppression. De l'an V à l'an XII, la ville de Montpellier a abrité l'Ecole centrale de l'Hérault, dans laquelle des cours de législation ont été dispensés par le jurisconsulte Albisson.
Par décret du 28 novembre 1878, la faculté de droit de Montpellier est enfin rétablie. La municipalité dirigée par Alexandre Laissac s'étant engagée à prendre en charge le fonctionnement de l'école. Elle est installée dans les locaux de l'hôpital Saint-Éloi, rue de la Blanquerie (actuel bâtiment du Rectorat, rue de l'Université) après la construction du nouvel hôpital suburbain, (toujours dénommé Saint-Éloi de nos jours). Elle a été regroupée avec les facultés des lettres et des sciences qui occupaient les mêmes locaux, siège de l'université à partir de 1890.

### Époque contemporaine

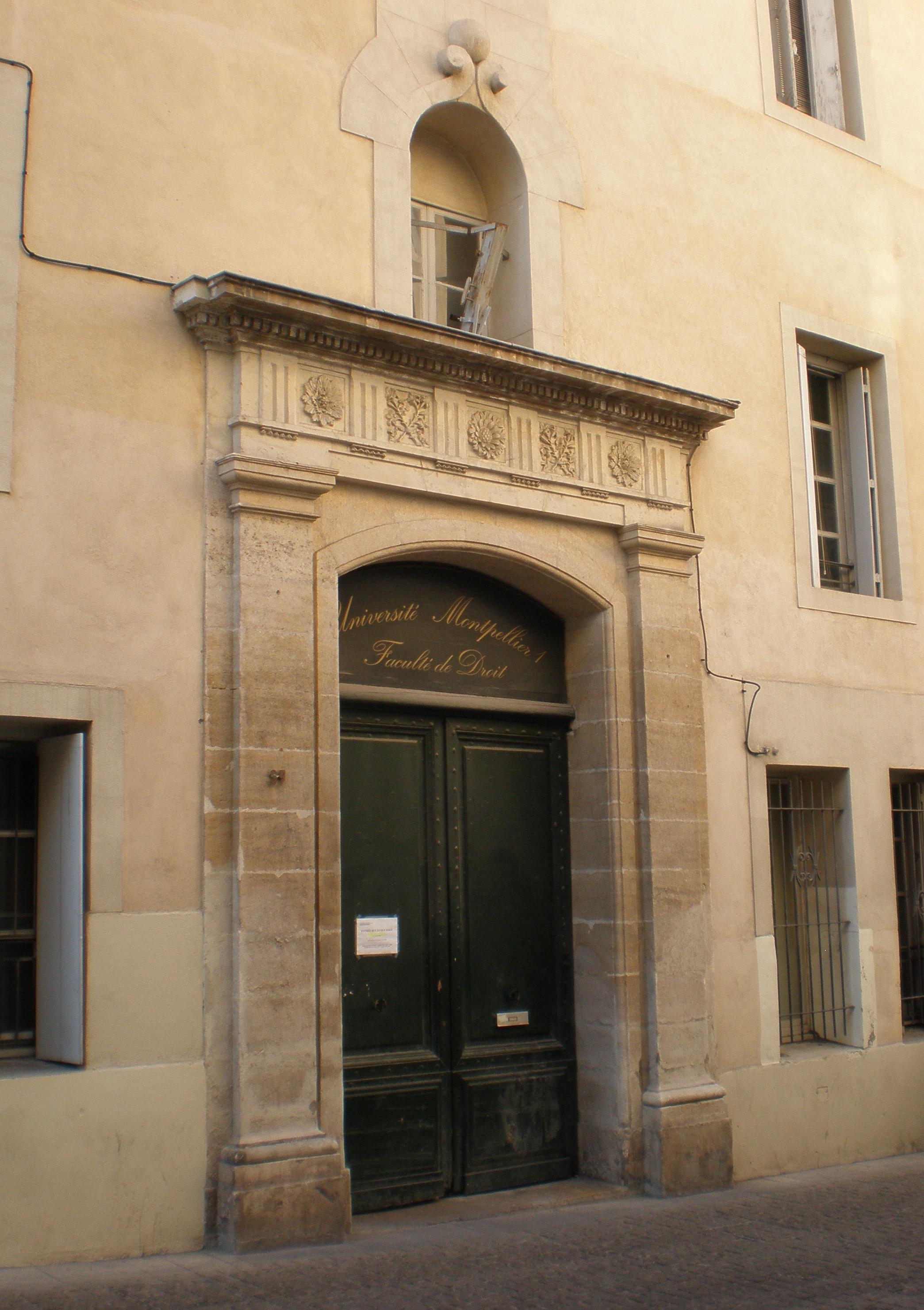
Entrée du bâtiment, 1 rue de l'Université.

La faculté déménage définitivement en 1956 avec l'acquisition de l'ancien couvent de la Visitation Sainte-Marie datant de 1631 (actuel bâtiment 1, rue de l'Université).
En 1973, à la suite du déménagement de l'IUT de Montpellier au nord de la ville, la faculté fit l'acquisition de l'actuel bâtiment 2 (situé rue du cardinal de Cabrières) construit en 1939 et qui fut le siège de la faculté des lettres de sa construction jusqu'en 1967. L'acquisition de ce bâtiment permit de doubler sa superficie.
En 1969, la faculté de droit disparaît en tant que personne morale, elle est intégrée à l'Université de Montpellier 1, conformément à la loi du 12 novembre 1968 et devient l'UER droit, puis UFR (en 1984). En 2009, la composante prend le nom officiel d'UFR Faculté de droit et science politique.
En 1968, une antenne est créée sur la ville de Nîmes complétée en 1971 par l'ouverture d'un premier cycle complet en droit. Comptant près de 800 étudiants, l'antenne nîmoise est rattachée en 2007 à l'Université de Nîmes qui devient autonome cette même année.
Particulièrement vétuste et surpeuplée au début des années 1990, un projet de déménagement de la faculté de droit sur le nouveau campus de Richter est envisagé dès 1991 afin d'y rejoindre les facultés d'AES, d'économie et l'ISEM construits durant la première phase d'aménagement du nouveau quartier en 199]-1994 et anciennement domiciliées dans le bâtiment 2. La faculté, la majorité des enseignants, le doyen Olivier Dugrip ainsi que le président de l'Université de Montpellier 1 de l'époque, Yves Loubatières, s'y opposèrent farouchement. L'affaire prit un tournant politique et médiatique en 1995-1996 opposant le président de l'Université et le maire de Montpellier, Georges Frêche, favorable au déménagement sur Richter et à la création d'un grand campus regroupant les disciplines juridiques, économiques et de gestion. Finalement la faculté de droit resta en centre-ville et la région Languedoc-Roussillon (présidée par Jacques Blanc, opposant politique de Georges Frêche) accepta de financer la réhabilitation totale des bâtiments qui fut réalisée en 1997-1998 par le cabinet d'architecte Pierre Tourre. Seule la grande bibliothèque universitaire de droit-économie-gestion rejoignit le site de Richter en 1999, ce qui explique son éloignement du centre-ville et son implantation sur Richter.
En 2005, l'IPAG, initialement logé dans le bâtiment 1, déménage également sur le site de Richter dans le bâtiment B nouvellement construit.
En 2009, la faculté de droit de l'université de Montpellier se dote d'un collège de droit. L'enseignement y est principalement axé sur une approche philosophique et historique du droit.

### Affrontements des 22 et 23 mars 2018
Le 22 mars 2018, lors de la journée nationale de mobilisation contre le Plan Étudiants, l'amphithéâtre A de la faculté de droit est occupé par des manifestants. Une vidéo diffusée sur les réseaux sociaux montre des jeunes femmes, mécontentes de la fermeture systématique des toilettes de droit en début de soirée, brandir des tampons hygiéniques « maculés de sang – ou de ketchup ? – » devant le doyen Philippe Petel et l'humilier. Dans une interview diffusée sur France 3, le doyen Philippe Petel déclare : « Je ne demandais qu'à voir la police toute la journée au grand désespoir des gens autour de moi », il aurait sollicité à deux reprises le préfet, qui refusa de donner l'ordre aux forces de l'ordre d'intervenir pour déloger les étudiants. Dans la nuit du 22 au 23 mars, les occupants sont chassés des locaux et frappés par des hommes cagoulés et armés de morceaux de palettes. Mis en cause par les occupants, le doyen Philippe Petel nie toute implication dans l'intervention des personnes cagoulées, sur France 3 il déclare : « Je n'ai fait rentrer personne » avant d'ajouter « Il y avait une bonne cinquantaine d'étudiants qui étaient là, ils ont voulu se défendre, je ne peux pas les en blâmer ». Il estime néanmoins possible la présence d'un professeur de droit parmi les agresseurs. Jean-Luc Coronel de Boissezon, professeur d'histoire du droit, mis en cause dans cette affaire, dément sur France Bleu les accusations portées à son encontre : « Je ne connais pas les membres du commando. Comment voulez-vous que j'identifie des gens qui étaient masqués ? Je crains que ce ne soit un groupe de personnes qui aient fait cela spontanément. J'apprends qu'ils auraient utilisé des morceaux d'une palette, elle-même retrouvée à l'arrière de la faculté. Dans ce cas, c'est que ce n'est pas un commando armé mais des gens qui trouvent ce genre de choses sur place ».
La Ligue des droits de l'homme demande au doyen de la faculté d'expliquer « l'intervention d'hommes encagoulés et armés, aux côtés des vigiles de la faculté pour expulser dans la violence une assemblée générale d'étudiants ». Des pétitions circulent alors, la première appelant à la démission du doyen, l'autre soutenant le doyen. Le 26 mars, 200 à 400 étudiants issus pour la plupart de la faculté de droit manifestent sur la parvis de la faculté pour réclamer la réouverture de cette dernière et la reprise des cours dans les meilleurs délais. On peut lire différents slogans tel que « Libérez nos facs ! » ou encore « Non au blocage de nos facs ! ». S'oppose dans un climat tendu, à ce cortège, une autre manifestation, accompagnée de la députée La France Insoumise Muriel Ressiguier, composée de certaines victimes des événements du 23 mars et certaines personnes cagoulées. Le lendemain matin, des tags diffusant des messages haineux envers le personnel de l'établissement et d'autres dégradations sont retrouvés sur les murs de la faculté de droit. Depuis les événements du 23 mars, les étudiants en droit ont été victimes d'un lynchage médiatique mais aussi sur les réseaux sociaux, traités de « fachos » et de « SS ». Certains se font même cracher dessus lorsqu'ils réclament la réouverture de leur faculté ou critiquent le comportement violent des occupants de la nuit du 22 mars. Ne cautionnant pas les violences du commando cagoulé, la plupart des étudiants en droit jugent cependant qu'il est inconcevable que des personnes provenant d'une faculté extérieure puissent venir occuper et décider du sort de leur faculté. Les étudiants en droit se retrouvent dans un conflit politique divisant les pro-blocage et anti-blocage.  
Une enquête de l'inspection générale de l'administration de l'éducation nationale et de la recherche est diligentée. Le président de l'université de Montpellier, Philippe Augé, porte plainte contre X et ferme la faculté de droit jusqu'au 3 avril. Le 24 mars, Philippe Pétel donne sa démission de directeur d'UFR au président de l'université Philippe Augé qui l'accepte et nomme Bruno Fabre en qualité d'administrateur provisoire. À la suite de sa démission, il reçoit de nombreuses menaces, auxquelles il réplique en portant plainte.
Philippe Pétel et Jean-Luc Coronel de Boissezon sont suspendus de leurs fonctions par la ministre de l’enseignement supérieur, Frédérique Vidal, et mis en examen le 28 mars, le premier pour complicité d'intrusion, le second pour complicité d'intrusion et violences en récidive (en raison d’une condamnation datant de 2013), et placés sous contrôle judiciaire.
Un étudiant de 53 ans, inscrit à la faculté depuis de nombreuses années et présent dans l'amphithéâtre lors des violences, porte plainte pour subornation de témoin, accusant de menaces et pression le policier qui avait recueilli son témoignage sur les affrontements. Le 28 mai 2018 est rendu public le rapport à la ministre des inspecteurs généraux Françoise Boutet-Waïss et Didier Lacroix, qui préconise de sanctionner Philippe Pétel et Jean-Luc Coronel de Boissezon. Emmenés par le Montpelliérain Rémy Cabrillac, 450 enseignants-chercheurs des facultés de droit s'élèvent, dans un courrier à la ministre, contre la probable reconduction de la suspension du doyen portant atteinte, selon eux, à la présomption d'innocence, le procès pénal n'ayant pas eu lieu.
À l'automne 2018, l'enquête conduira à l'arrestation de personnes soupçonnées d'avoir été réunies, par téléphone, soit par conversation ou par message par une amie de l'ancien professeur d'histoire du Droit. 
Le 7 février 2019, Philippe Pétel et Jean-Luc Coronel de Boissezon sont frappés par des sanctions disciplinaires, une suspension de cinq ans pour le premier, et une révocation de l'enseignement supérieur pour le second. Après plusieurs recours, la révocation de Jean-Luc Coronel de Boissezon est définitivement confirmée par le Conseil d'Etat en 2024.
À l'issue du procès pénal, Philippe Pétel est condamné à dix-huit mois de prison avec sursis, et l’ancien professeur Jean-Luc Coronel de Boissezon à six mois ferme.

## Administration et effectifs actuels
- Directeur de l'UFR : Guylain Clamour ;
- Nombre d'étudiants (2018-2019) : 5 717 ;
- Nombre d'enseignants rattachés : 145 dont :
  - Professeurs des universités : 51 ;
  - Maîtres de conférences : 56 ;
  - Autres enseignants (12 PRAG, 7 PRCE, 15 ATER, 4 Lecteurs) : 35.
- Nombre de personnels IATOSS rattachés : 74.

| Période             | Nom                    |
| ------------------- | ---------------------- |
| 1977-1982           | Jean Ousset            |
| 1982-1990           | Michel Lacave          |
| 1990-1993           | Michel Vivant          |
| 1993-1995           | Paul Alliès            |
| 1995-1999           | Olivier Dugrip         |
| 1999-2004           | Bernard Durand         |
| 2004-2009           | Paul-Henri Antonmattei |
| 2009-2017           | Marie-Élisabeth André  |
| 2017-2018           | Philippe Pétel         |
| 2018-2019           | Bruno Fabre            |
| depuis janvier 2019 | Guylain Clamour        |

## Formation

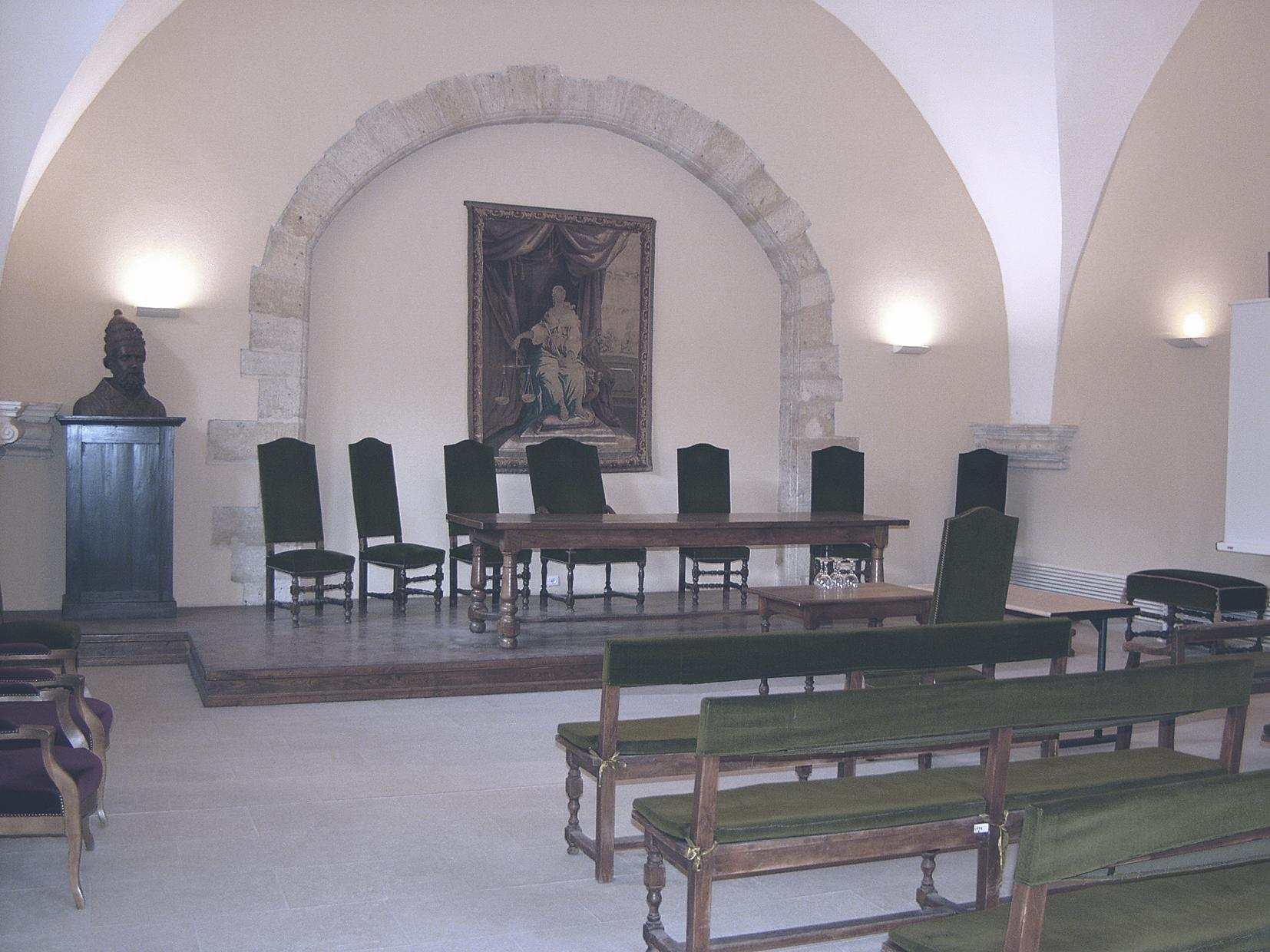
Salle des actes de la faculté : ancien réfectoire du couvent des Visitandines, depuis lieu de soutenances des thèses.

La faculté de droit et de science politique de Montpellier propose des formations en Licence, Master et Doctorat dans les domaines du droit, des sciences politiques, du journalisme et de la prévention des risques en entreprise. En plus du parcours LMD, la faculté dispense des formations dans le cadre des diplômes universitaires (DU) et des préparations à des concours.

### LMD
- Les licences (Bac +3) :
  - Licence mention Droit (Bac +3) avec spécialité droit privé ou droit public en 3e année ;
  - Licence en Science Politique (Bac +3) ;
  - Licence professionnelle Qualité Hygiène Sécurité Santé Environnement ;
  - Licence professionnelle mention Métiers du Notariat ;
  - Licence professionnelle mention Activités juridiques : assistant juridique.
- Les masters (Bac +5) :
  - Master mention droit public (3 parcours) ;
  - Master mention droit public des affaires ;
  - Master mention droit des collectivités territoriales ;
  - Master mention finances publiques et fiscalité ;
  - Master mention droit de l'environnement et de l'urbanisme (2 parcours) ;
  - Master mention droit de l'entreprise (6 parcours) ;
  - Master mention Droit social ;
  - Master mention droit de l'économie (2 parcours) ;
  - Master mention droit du patrimoine (4 parcours) ;
  - Master mention droit pénal et sciences criminelles (3 parcours) ;
  - Master mention justice, procès et procédures ;
  - Master mention droit privé (3 parcours) ;
  - Master mention droit des affaires (3 parcours) ;
  - Master mention droit de la santé (2 parcours) ;
  - Master mention histoire du droit et des institutions ;
  - Master mention science politique (4 parcours) ;
  - Master mention risques et environnement.

### Hors LMD
En dehors des formations classiques dans le cadre du « LMD » , la faculté de droit et science politique de Montpellier propose également une palette de formations diplômantes ou non dans le domaine du droit :
- Capacité en droit ;
- Diplôme de l’Institut d’études économiques et juridiques appliquées à la construction et à l’habitat (ICH) ;
- 45 diplôme universitaires (DU) dont 7 de premier cycle (dont le Magistère de Droit Public Appliqué), 14 de second cycle et 24 de troisième cycle ;
- Préparation au concours d’entrée à l’École nationale de la magistrature ;
- Préparation au concours d’entrée à l'École d'avocats ;
- Préparation aux concours du droit pénal : lieutenant et commissaire de Police ;
- Attestation victimologie non diplômante de formation initiale.

## Recherche
La faculté de droit et science politique de Montpellier abrite de nombreux laboratoires de recherche de l'Université de Montpellier dans la plupart des domaines du droit et de la science politique.

### Laboratoires
La faculté abrite dans ses locaux :
- 2 unités mixtes de recherche (UMR) en collaboration avec le CNRS :
  - Centre d’études politiques de l’Europe latine (CEPEL) ;
  - Dynamique du droit (droit des créations immatérielles, droit de la consommation et du marché, droit de la santé, droit pénal et sciences criminelles, sécurité de l’information et informatique légale, histoire du droit des colonies).
- 7 équipes d'accueil universitaires labellisées par le ministère :
  - Centre de recherches et d’études administratives de Montpellier (CREAM) ;
  - Centre d’études et de recherches comparatives constitutionnelles et politiques (CERCOP) ;
  - Centre du droit de l'entreprise ;
  - École de droit social de Montpellier ;
  - Institut de droit européen des droits de l'Homme ;
  - Institut d'histoire du droit ;
  - Laboratoire de droit privé.

### École doctorale
La faculté de droit héberge dans ses locaux l'école doctorale bi-disciplinaire droit et science politique. Les activités scientifiques y sont menées dans deux grands domaines : le droit et la science politique. L’École doctorale appartient au collège doctoral "Université de Montpellier" (qui accueille aussi les doctorants de l'Université de Nîmes) - Université de Perpignan et complète ses formations.
Les doctorants inscrits au sein de l’école peuvent préparer quatre doctorats différents :
- Droit privé et sciences criminelles ;
- Droit public ;
- Histoire du droit et des institutions ;
- Science politique.

L’école doctorale organise les soutenances de thèses et effectue, en collaboration avec le service commun universitaire d'information, d'orientation et d'insertion professionnel (SCUIO-IP), un suivi de l’insertion professionnelle de ses docteurs.
Directeur de l'école doctorale : Professeur Jérôme Roux.

## Patrimoine

### Le bâtiment 1

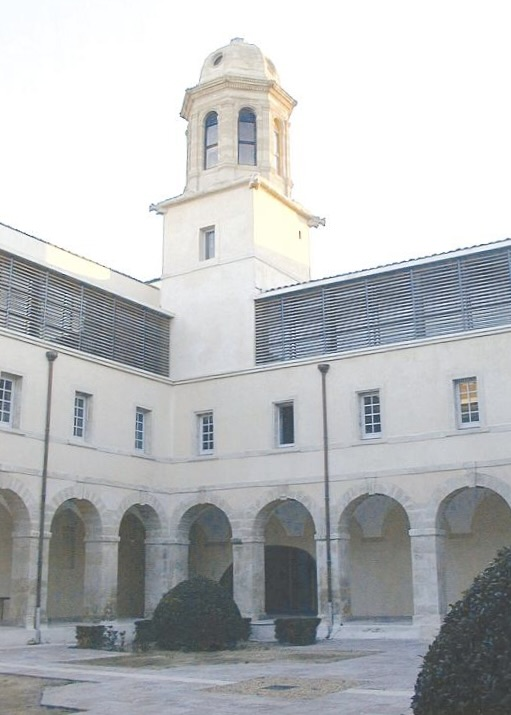
Ancien cloître des sœurs de la Visitation du bâtiment 1.

La faculté de droit aménage en 1956 dans les anciens bâtiments du couvent des sœurs de la Visitation Sainte-Marie qui datent du XVIIe siècle (1631), de même que la chapelle (à l'angle de la rue de l'Arc-des-Mourgues). Le plan du couvent se présente sous la forme d'un grand bâtiment carré, d'ordonnance et d'élévation classiques sévères. Autour du cloître central se développent trois corps de bâtiments, des cellules ainsi que des salles de classe. En 1680, date à laquelle les travaux du couvent sont achevés, cet ensemble religieux s'agrandit par l'adjonction d'un grand jardin qui jouxte désormais la Porte de la Blanquerie.
Le bâtiment n'évolue guère jusqu'en 1956 où des modifications fonctionnelles sont apportées. Une nouvelle aile à l'ouest, abritant notamment des amphithéâtres et un vaste hall d'accueil, est construite le long de la rue de l'École-Mage et est englobée au reste des bâtiments. Cette aile constitue aujourd'hui l'entrée principale du bâtiment 1.
Le bâtiment a été entièrement réhabilité en 1997-1998. L'ancien réfectoire des sœurs, salle voûtée, est devenue aujourd'hui la salle des actes où se tiennent notamment les soutenances de thèses et des séminaires scientifiques. On peut y voir un buste en bois d'Urbain V, hommage à celui qui fut diplômé et professeur de droit à Montpellier au XVe siècle.
L'ancienne chapelle du couvent est aujourd'hui une propriété de la ville de Montpellier, elle est classée Monument historique en 1989 (actuellement fermée et non visitable).

### Les bâtiments 2 et 3

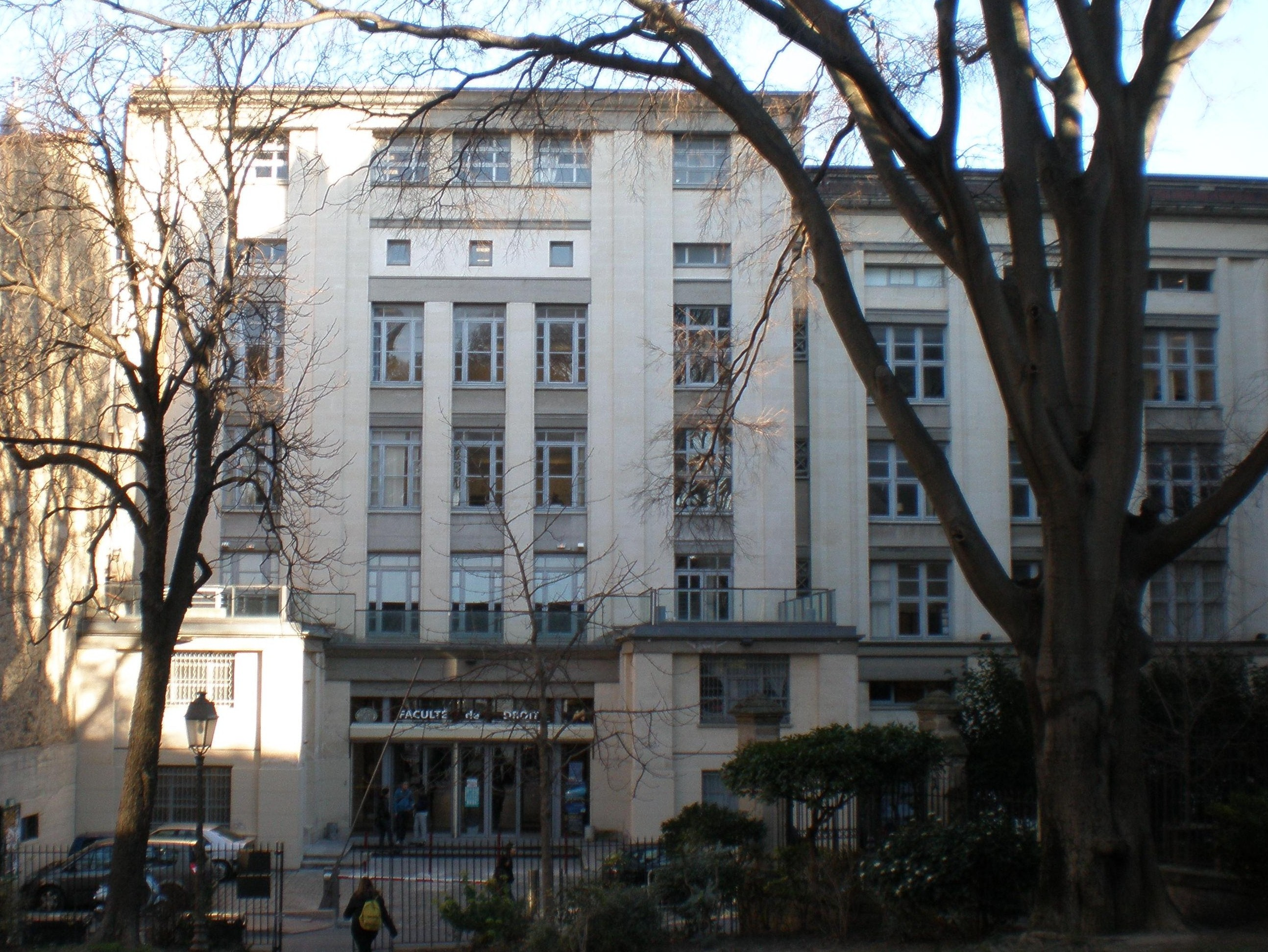
L'actuel bâtiment 2 construit en 1939, ancienne faculté de lettres, puis IUT et enfin attribué à la faculté de droit en 1973.

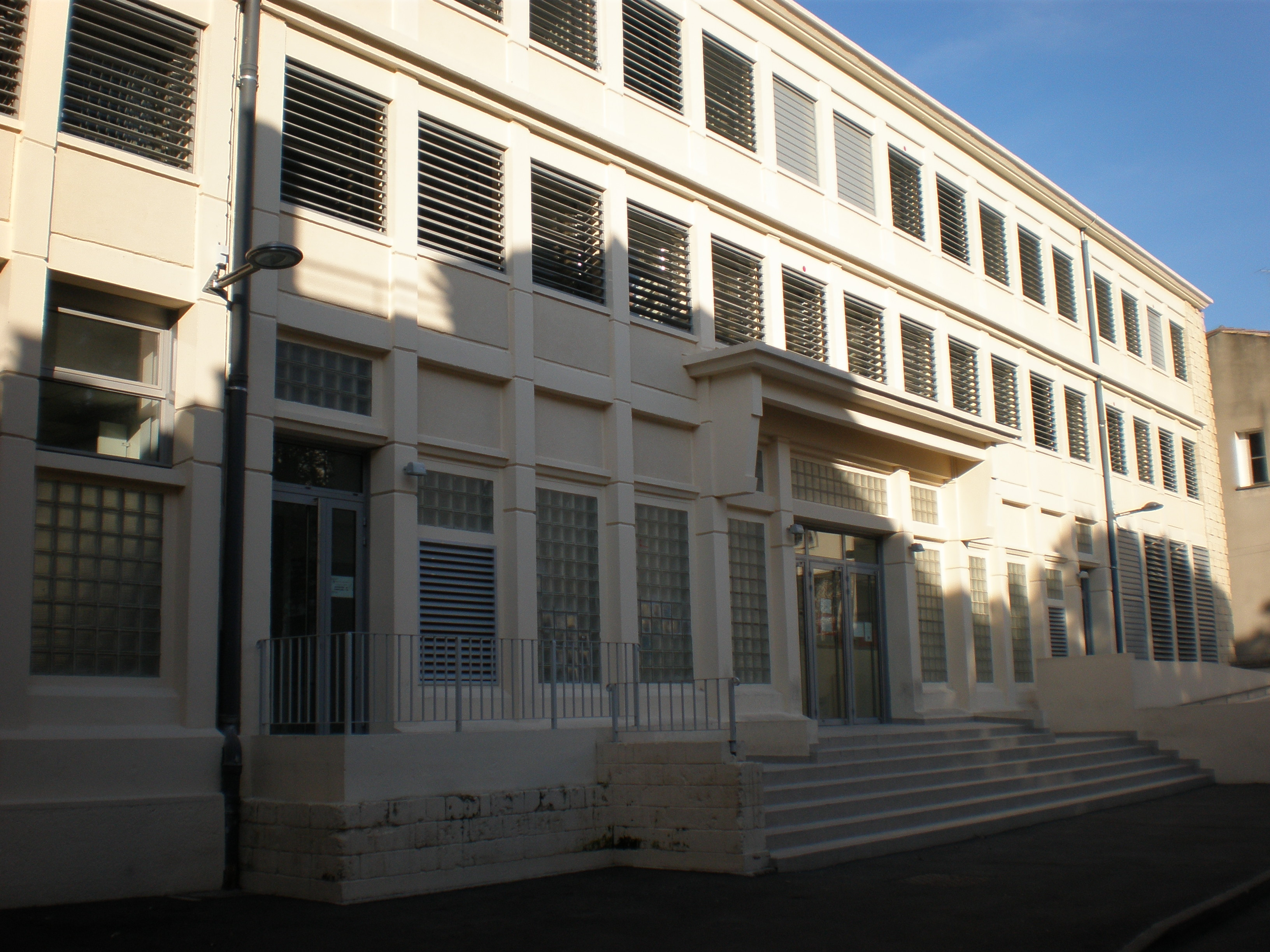
Le bâtiment 3 (rue de l'Arc des Mourgues), abritant le département de sciences politiques et la salle de lecture.

L'actuel bâtiment 2, situé rue du cardinal de Cabrières, a été construit en 1939 pour abriter les locaux de la faculté des lettres. Situé en face de la cathédrale Saint-Pierre, le site a abrité jusqu'en 1922 l'évêché de Montpellier, puis de 1922 à 1938, le site a accueilli l'École de chimie. Inauguré en 1939 par le doyen Augustin Fliche, ce bâtiment se voulait résolument moderne et spacieux et possédait quelques éléments d'Art déco ; une grande salle fut aménagée au 4e étage pour abriter le musée des moulages. De cette époque, il ne subsiste que le carrelage du hall principal et un buste d'Auguste Comte, natif de Montpellier et fondateur du positivisme.
Réaménagé à la fin des années 1950, la faculté de lettres quitte définitivement ce bâtiment en 1967 pour aller s'installer dans son nouveau campus au nord de Montpellier. Après avoir abrité des départements de l'Institut universitaire de technologie entre 1967 et 1973, la faculté de droit s'y installe en 1973 ainsi que les UFR d'économie (créés en 1971), d'AES (crée en 1974) et l'ISEM (créé en 1971), ces trois composantes quittent ce bâtiment entre 1993 et 1994 vers le nouveau campus de Richter.
Le bâtiment est entièrement réhabilité en 1997-1998 en même temps que le bâtiment 1.
Le bâtiment 3, situé rue de l'Arc-des-Mourgues, a été construit à la fin des années 1950. Après avoir abrité pendant de longues années le service de médecine préventive de l'université ainsi que le service de formation continue (Dideris), le bâtiment a été entièrement réhabilité en 2007. Il abrite aujourd'hui le département de science politique ainsi que la salle de lecture au rez-de-chaussée. À l'arrière du bâtiment, un petit jardin a également été remis en valeur.

## Personnalités liées à la faculté de droit

### Enseignants
Voir la catégorie « Enseignant à l'université de Montpellier »

### Étudiants
Voir la catégorie « Étudiant de l'université de Montpellier »